# Émile Knecht
Émile Knecht   (Zúric, 18 de desembre de 1923 - 4 de maig de 2019) fou un remer suís que va competir durant les dècades de 1940 i 1950.
El 1948 va prendre part en els Jocs Olímpics de Londres, on guanyà la medalla de plata en la prova del quatre amb timoner del programa de rem. Formà equip amb Rudolf Reichling, Erich Schriever, Peter Stebler i André Moccand. Quatre anys més tard, als Jocs de Hèlsinki, quedà eliminat en sèries en la prova del doble scull En el seu palmarès també destaquen una medalla d'or en el doble scull al Campionat d'Europa de rem de 1951, fent equip amb Peter Stebler; i una de bronze en el vuit amb timoner el 1947.